# Thomas Vinterberg

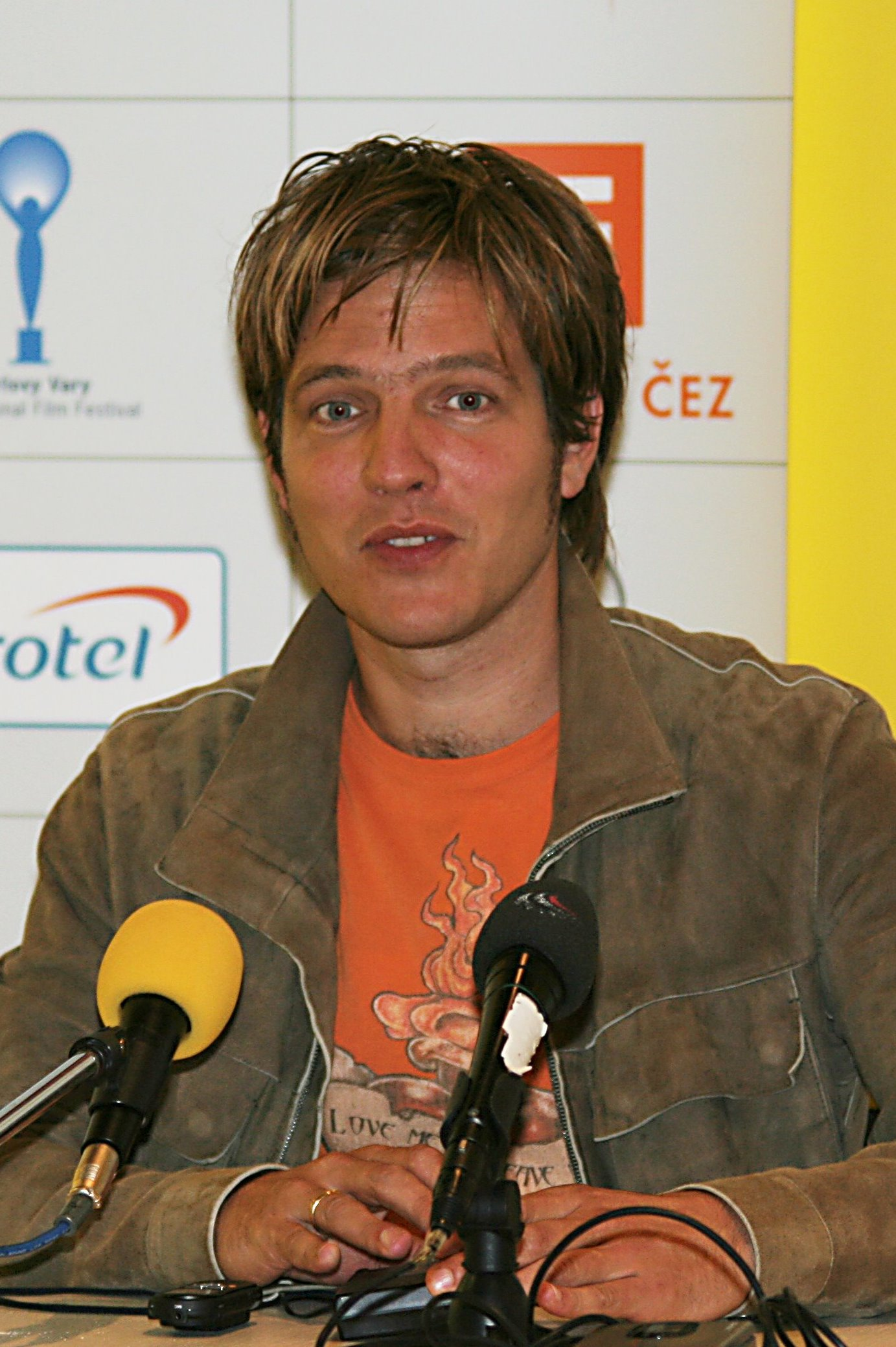
Thomas Vinterberg tại Liên hoan Phim Karlovy Vary

Thomas Vinterberg (sinh ngày 19 tháng 5 năm 1969 tại Copenhagen) là một đạo diễn điện ảnh người Đan Mạch. Cùng với Lars von Trier, Vinterberg là một trong 4 người sáng lập phong trào Dogme 95.

## Sự nghiệp
Thomas Vinterberg tốt nghiệp trường điện ảnh quốc gia Đan Mạch năm 1993 bằng phim ngắn "Sidste omgang" (Last round). Phim này đoạt giải thưởng của Ban giám khảo và của các nhà sản xuất phim tại Liên hoan phim sinh viên quốc tế München (International Student Film Festival in Munich) và giải nhất tại Tel Aviv (Israel). Năm 1994, phim này được đề cử nhận giải Oscar. Cùng năm, Vinterberg làm phim truyền hình đầu tiên cho đài truyền hình Đan Mạch và phim ngắn "Drengen der gik baglæns" (Cậu bé đi giật lùi) do hãng Nimbus Film (Đan Mạch) sản xuất. Phim này đoạt các giải thưởng Liên hoan Phim ngắn quốc tế Clermont-Ferrand (Pháp), Liên hoan phim Toronto (Canada) và Nordic Panorama (Iceland). Phim dài đầu tiên của Vinterberg là "De største helte" (Các đại anh hùng).
Năm 1995, cùng với Lars von Trier, Kristian Levring và Søren Kragh-Jacobsen, Vinterberg lập phong trào "Dogme 95" (đưa ra nguyên tắc giản dị hóa việc sản xuất phim). Năm 1988 Vinterberg viết kịch bản, đạo diễn và đóng vai phụ trong phim Dogme đầu tiên "Festen" (The Celebration). Tuy không ghi tên mình là đạo diễn và IMDb (Cơ sở dữ liệu điện ảnh trên Internet) ghi là phim không có đạo diễn, nhưng phim này đã đoạt nhiều giải thưởng. Năm 2003 Vinterberg cho ra mắt phim truyện tình yêu Khoa học giả tưởng hậu tận thế (Apocalyptic Science Fiction) mang tên "It's all about Love", trong đó Vinterberg tự viết kịch bản, đạo diễn và tự sản xuất trong khoảng thời gian 5 năm. Phim này nói tiếng Anh với các diễn viên nổi tiếng Joaquin Phoenix (Puerto Rico), [[Claire
Danes]] và Sean Penn (người Mỹ). Sau đó (năm 2005) Vinterberg làm tiếp phim nói tiếng Anh "Dear Wendy" do Lars von Trier viết kịch bản, nhưng các nhà phê bình và khán giả cho là không có nét độc đáo và khó hiểu, lần trình chiếu đầu tiên tại ngay quê hương Đan Mạch cũng chỉ bán được 14.521 vé  Lưu trữ ngày 27 tháng 6 năm 2009 tại Wayback Machine. Sau đó Vinterberg quay lại làm phim nói tiếng Đan Mạch "En mand kommer hjem" (Một người về nhà) (2007), nhưng cũng thất bại, lần trình diễn đầu tiên chỉ bán được 31,232 vé  Lưu trữ ngày 20 tháng 2 năm 2008 tại Wayback Machine.

## Các phim của Thomas Vinterberg
- 1990 = Sneblind (Quáng mắt vì ánh tuyết phản chiếu) (phim ngắn)
- 1993 = Sidste omgang (Last round) (phim ngắn)
- 1994 = Drengen der gik baglæns (The boy who walked backwards) (phim ngắn)
- 1996 = De største helte (The biggest heroes)
- 1998 = Festen (The celebration)
- 2000 = The third Lie
- 2003 = It's all about Love
- 2005 = Dear Wendy
- 2007 = En mand kommer hjem
- 2012 = The Hunt
- 2020 = Another Round